# Owsla
OWSLA (estilizada em letras maiúsculas) é uma gravadora e coletivo criativo norte-americana. Foi fundada por Skrillex, Tim Smith, Kathryn Frazier e Clayton Blaha em 2011. Skrillex anunciou a gravadora em 17 de agosto de 2011. O primeiro lançamento do selo foi extended play "Spitfire", de Porter Robinson.
O nome "Owsla" é uma referência ao livro de fantasia "Watership Down", de Richard Adams, no qual se refere à casta governante em uma sociedade de coelhos antropomórficos.

## História
Skrillex anunciou o rótulo em 17 de agosto de 2011. O primeiro lançamento da gravadora foi de Porter Robinson Spitfire, que alcançou o número um no Beatport.
Antes da gravadora, Skrillex tinha reunido se com Zedd, 12th Planet e Flinch para lançar um EP gratuito intitulado Skrillex Presents Free Treats Volume:001 em 2011.
O nome "OWSLA" é uma referência ao romance de Watership Down, de Richard Adams , que trata de um grupo de coelhos antropomorfizados que vivem em um castelo de Sandleford. 

## OWSLA IV
Em 12 de dezembro de 2012, OWSLA lançou seu programa de assinatura, "The Nest", posteriormente denominado "OWSLA IV" para distingui-lo do blog "HQ Nest". Esta assinatura é exclusiva via Drip.fm. Outros rótulos participantes incluem Mad Decent e de tolo de ouro Records. O programa permite que os assinantes mensais para acesso antecipado ou faixas exclusivas e remixes, remix caules, DJ sets, descontos e outros itens exclusivos / raras.

## NEST HQ
NEST HQ é um blog formado em 2013. Em abril de 2014, o site re-lançou a sub-gravadora Nest anteriormente hospedado no  Drip.fm agora fornecendo todos os lançamentos como downloads gratuitos. O primeiro lançamento da sub-gravadora NEST HQ foram dos produtores AC Slater e PE Floor.

## Turismo
Em outubro de 2012, Skrillex anunciou a primeira turnê OWSLA que viu uma lista variada de artistas de turismo do rótulo América do Norte. atos do espectáculo incluído AM Machine, Kill the Noise, Jack Beats, Alex Metric, Birdy Nam Nam, Seven Lions, Monsta, Nick Thayer, Kill Paris e Alvin Risk.

## OWSLA Goods
OWSLA Goods, é uma loja onde vendem os acessórios da gravadora como, camisas, jaquetas, bonés, e entre outros. Possui uma loja física em Chinatown (Los Angeles), e virtual no site oficial.

## Álbuns
Todos os álbuns de compilação da gravadora.
- OWSLA presents Eggnog Vol. 1 (2014)
- OWSLA Spring Compilation (2015)
- OWSLA Worldwide Broadcast (2016)
- HOWSLA (2017)

## Artistas

### Atuais
- AC Slater
- Alex Metric
- Anna Lunoe
- Aryay
- Autoerotique
- Born Dirty
- Barely Alive
- Basecamp
- Carmada
- Chris Lake
- DJ Sliink
- Getter (DJ)
- Ghastly
- Hundred Waters
- Jack Ü
- Josh Pan
- Joyryde
- Kill the Noise
- Mark Johns
- Marc Spence
- Mija
- Milo & Otis
- Noizu
- Skrillex
- Snails
- Star Slinger
- Tony Romera
- Tony Quattro
- Valentino Khan
- Vindata
- What So Not
- Wiwek
- Yogi

### Anteriores[9]
- Alesia
- Alvin Risk
- Bart B More
- Birdy Nam Nam
- Blood Diamonds
- Crookers
- David Heartbreak
- Destructo
- Dillon Francis
- Dog Blood
- Dream
- Etnik
- Figure
- HeartsRevolution
- I Am Legion
- Jack Beats
- Kill Paris
- KOAN Sound
- MONSTA
- Moody Good
- MUST DIE!
- Nick Thayer
- Marshmello
- Pennybirdrabbit
- Phonat
- Phuture Doom
- Point Point
- Porter Robinson
- Rell the Soundbender
- Rusko
- Seven Lions
- Showtek & Noisecontrollers
- Skream
- Sub Focus
- TC
- Teddy Killerz
- The Juggernaut
- The M Machine
- Zedd